# Protasi (letteratura)
La protasi (dal greco: πρότασις, pròtasis, letteralmente "proposizione") è la parte iniziale di un poema classico (cioè appartenente alla tradizione greca e romana), che coincide con la presentazione degli argomenti che saranno trattati durante il corso dell'opera. Ad essa si fa seguire solitamente un'invocazione alle Muse ed eventualmente una dedica.
La protasi risponde al proposito di dare unità d'azione all'opera, in quanto "premessa" di ciò che viene narrato: così, ad esempio, nell'Iliade, l'ira di Achille è motivo d'azione per tutta l'opera e così è motivo di conclusione la sconfitta di Ettore e il placarsi dell'ira di Achille.
(Omero, Iliade, traduzione di Vincenzo Monti, I, 1-3)
Per estensione, il termine viene talvolta utilizzato per indicare la parte iniziale di poemi moderni.